# 奧地利葡萄酒

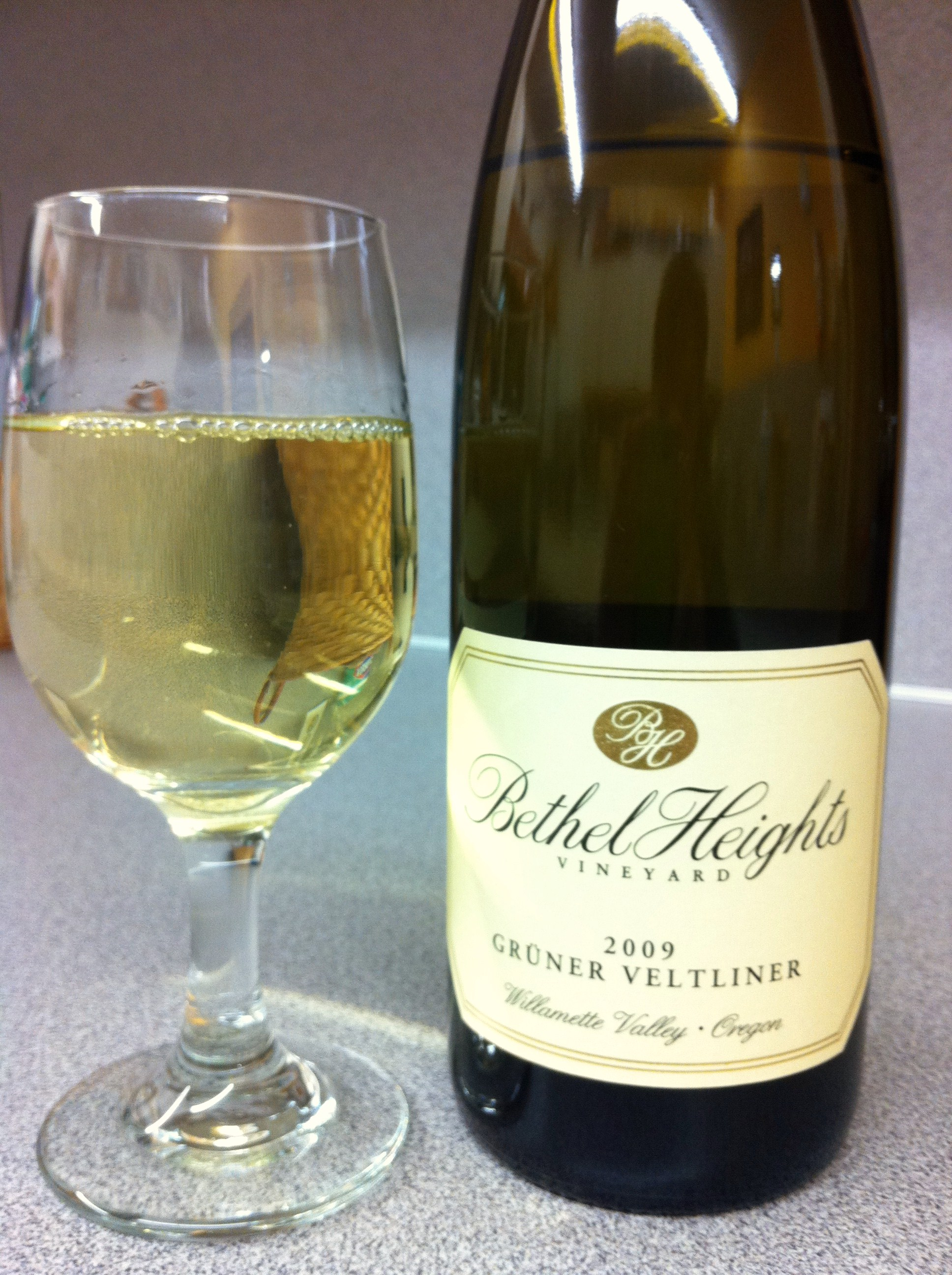
奧地利白葡萄酒

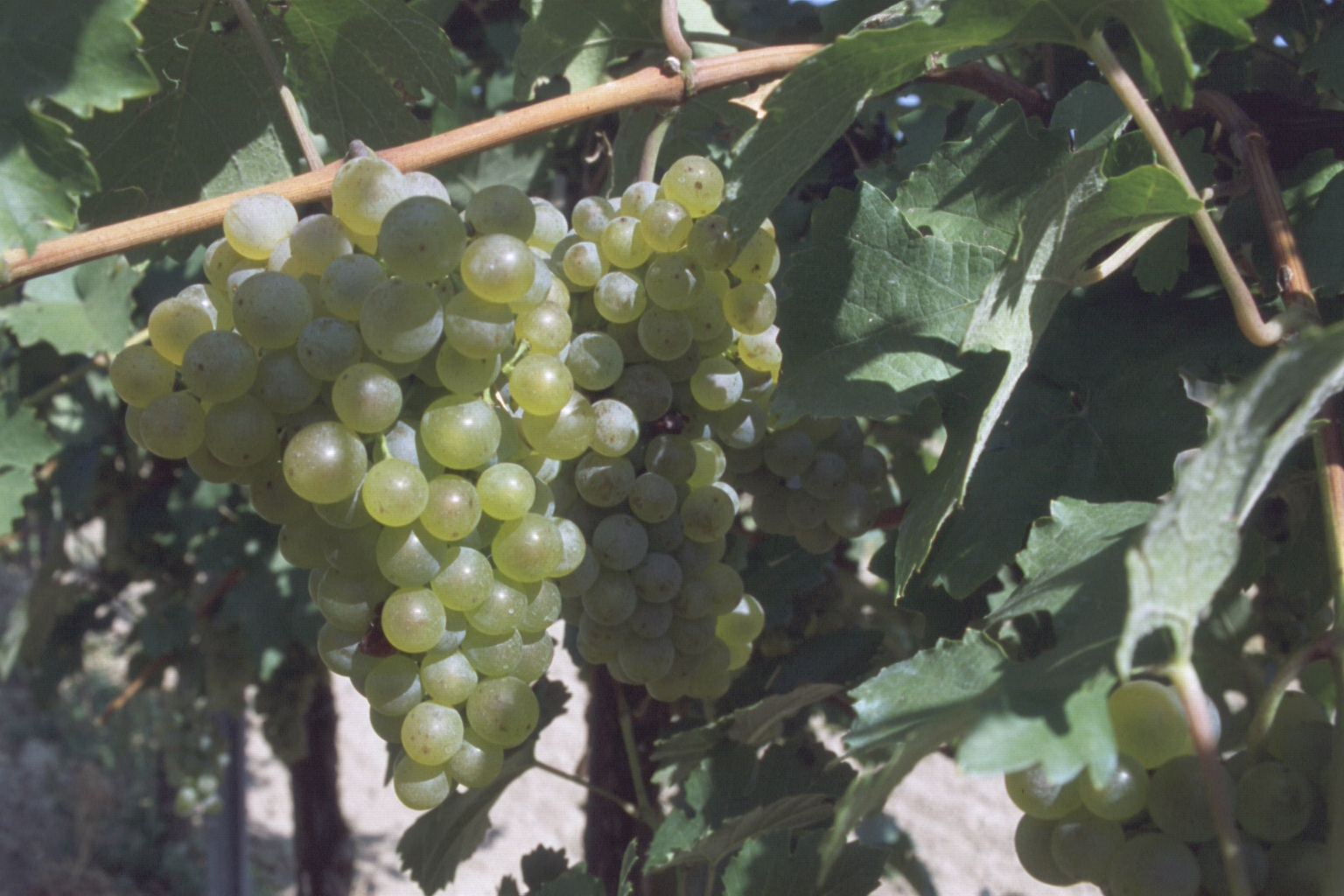
奧地利葡萄品種Grüner Veltliner

奧地利葡萄酒是指生產於奧地利的葡萄酒。奧地利生產的葡萄酒以干白葡萄酒為主，但也有一些是甜白葡萄酒。奧地利也是重要的貴腐葡萄酒產地。奧地利葡萄酒總產量中紅葡萄酒約佔30%。
此外，高級葡萄酒杯生產商里德爾也是奧地利企業。

## 歷史
早於4000年前奧地利已有人栽種葡萄釀酒。但在羅馬帝國崩亡後，奧地利先後遭受斯拉夫人等入侵，葡萄園屢受破壞。後來又在查理大帝扶持下重建。

## 葡萄品種
奧地利葡萄酒一般都是採用當地原生品種Grüner Veltliner。但其他品種也有採用，諸如白皮諾、雷司令和霞多麗。

## 產區分佈
於2005年，全奧地利共有51,213公頃的葡萄園，基本集中於奧地利東部，包括：
- 下奧地利州
- 布爾根蘭州
- 施泰爾馬克州